# Anacoracidae
Анакорациды (лат. Anacoracidae) — семейство вымерших акул мелового периода, входящее в современный отряд ламнообразных (Lamniformes). Их ископаемые остатки известны из США, Великобритании, Австралии, Швеции, Мексики, Украины, Литвы, Польши, Казахстана, Германии, Венесуэлы, Франции, Бразилии и Аргентины. Как и большинство современных ламнообразных, это были активные нектонные хищники.

## Виды
В базе данных Paleobiology Database по состоянию на ноябрь 2023 года в семейство включают 6 вымерших родов:
- † Galeocorax Cappetta, 2012
- † Microcorax Cappetta and Case, 1975
- † Nanocorax Cappetta, 2012
- † Paracorax Cappetta, 1977
- † Scindocorax Bourdon et al., 2011
- † Squalicorax Whitley, 1939